# Inductor (genética)
En biología molecular, un inductor es una molécula que regula la expresión génica. Un inductor funciona de dos formas:
- Inhabilitando represores. El gen se expresa porque un inductor se une al represor. La unión del inductor al represor evita que el represor se una al operador. Entonces, la ARN polimerasa puede comenzar a transcribir genes de operón.
- Al unirse a los activadores. Los activadores generalmente se unen pobremente a las secuencias de ADN del activador a menos que esté presente un inductor. El activador se une a un inductor y el complejo se une a la secuencia de activación y activa el gen objetivo.[2] La eliminación del inductor detiene la transcripción.

Debido a que se requiere una pequeña molécula inductora, el aumento de la expresión del gen diana se denomina inducción. El operón de lactosa es un ejemplo de un sistema inducible.

## Función
Las proteínas represoras se unen a la hebra de ADN y evitan que la ARN polimerasa pueda unirse al ADN y sintetizar ARNm. Los inductores se unen a los represores, haciendo que cambien de forma y evitando que se unan al ADN. Por ello, los inductores permiten que tenga lugar la transcripción y por tanto, la expresión génica.
Para que un gen se exprese, su secuencia de ADN debe copiarse (en un proceso conocido como transcripción) para hacer una molécula móvil más pequeña llamada ARN mensajero (ARNm), que lleva las instrucciones para producir una proteína al sitio donde se encuentra la proteína. fabricado (en un proceso conocido como traducción). Muchos tipos diferentes de proteínas pueden afectar el nivel de expresión génica al promover o prevenir la transcripción. En los procariotas (como las bacterias), estas proteínas a menudo actúan sobre una porción de ADN conocida como el operador (operator en inglés) al comienzo del gen. El promotor es donde la ARN polimerasa, la enzima que copia la secuencia genética y sintetiza el ARNm, se une a la hebra de ADN.
Algunos genes están modulados por activadores, que tienen el efecto opuesto sobre la expresión génica como represores. Los inductores también pueden unirse a proteínas activadoras, lo que les permite unirse al ADN del operador, donde promueven la transcripción del ARN.
Los ligandos que se unen para desactivar las proteínas activadoras no se clasifican, en el sentido técnico, como inductores, ya que tienen el efecto de prevenir la transcripción.

## Ejemplos

### Operónlac
El inductor en el operón lac es alolactosa. Si la lactosa está presente en el medio, entonces una pequeña cantidad se convertirá en alolactosa por unas pocas moléculas de β-galactosidasa que están presentes en la célula. La alolactosa se une al represor y disminuye la afinidad del represor por el sitio del operador.
Sin embargo, cuando la lactosa y la glucosa están disponibles en el sistema, el operón lac está reprimido. Esto se debe a que la glucosa previene activamente la inducción de lacZYA.

### Operónara
En el operón ara, la arabinosa es el inductor.

## Potencia
El inductor de índice o simplemente el inductor inducen de manera predecible el metabolismo a través de una ruta determinada y se usan comúnmente en estudios clínicos prospectivos de interacción fármaco-fármaco.
Los inductores fuertes, moderados y débiles son fármacos que reducen el AUC de los sustratos índices sensibles de una vía metabólica determinada en ≥80%, ≥50% a <80% y ≥20% a <50%, respectivamente.